# Jules Janet
Jules Janet (Bourg-la-Reine, 22 dicembre 1861 – 1945) è stato uno psicologo e medico francese, noto per aver condiviso col fratello Pierre alcune ricerche cliniche sul trauma psicologico come causa dell'isteria e del suo ruolo nel trattamento psicoterapeutico.